# Lophopagurus triserratus
Lophopagurus triserratus är en kräftdjursart som först beskrevs av Ortmann 1892.  Lophopagurus triserratus ingår i släktet Lophopagurus och familjen eremitkräftor. Inga underarter finns listade i Catalogue of Life.